# First Impact
First Impact (стилізований великими літерами) — дебютний мініальбом південнокорейського жіночого гурту Kep1er, сформованогої в рамках реаліті-шоу Mnet 2021 року Girls Planet 999. Альбом вийшов 3 січня 2022 року на Wake One. Він доступний у трьох версіях: «Connect O», «Connect -» і «Connect 1» і містить шість треків, основним синглом якого є «Wa Da Da».

## Передісторія та реліз
Kep1er було створено через реаліті-шоу Mnet Girls Planet 999, яке виходило в ефір з 6 серпня по 22 жовтня 2021 року. У шоу взяли участь 99 конкурсанток з Китаю, Японії та Південної Кореї, які змагалися за дебют у багатонаціональній групі дівчат. З початкових 99 учасників, лише дев'ять найкращих будуть у фінальному дебютному складі.
Спочатку планувалося, що Kep1er дебютує 14 грудня 2021 року з їх першим мініальбомом First Impact, а попередні замовлення почнуться 29 листопада. Однак було оголошено, що запланований дебют групи був відкладений на 3 січня 2022 року через те, що один із співробітників отримав позитивний тест на COVID-19. 14 грудня з'ясувалося, що члени групи Сяотін і Масіро дали позитивний результат на COVID-19. 26 грудня агентство Kep1er оголосило, що Сяотін і Масіро повністю одужали від COVID-19.
3 січня 2022 року Kep1er випустили свій дебютний мініальбом First Impact з «Wa Da Da» в якості головного синглу.

## Критика альбому
Гледіс Йео з NME поставила мініальбому три зірки з п'яти, назвавши його енергійним проєктним альбомом із шести треків, який приємно слухати, але він не розкриває індивідуальність Kep1er як виконавця. Вона прокоментувала, наскільки окремо пісні мініальбому можуть бути приємними і як це дозволяє учасникам гурту продемонструвати свої вокальні дані, але дає збої, коли справа доходить до згуртованості та встановлення ідентичності гурту.

## Трек-лист
| #     | Назва                                   | Автор слів                                                        | Автор музики | Аранжування                                  | Тривалість |
| ----- | --------------------------------------- | ----------------------------------------------------------------- | --- | -------------------------------------------- | ---------- |
| 1.    | «See the Light»                         | Пак Ву Санг                                                       | Пак Ву Санг, Лі Сан-Вон | Пак Ву Санг, Лі Сан-Вон                      | 1:52       |
| 2.    | «Wa Da Da»                              |                                                                   | |                                              | 3:04       |
| 3.    | «MVSK»                                  | Чон Хо Хен (E.one)                                                | Чон Хо Хен (E.one) | Чон Хо Хен (E.one)                           | 3:11       |
| 4.    | «Shine» (Kep1er ver.)»                  | Со Ха-Йон (MonoTree), Альбі Альбертссон (Муссаші), Міа Кемппайнен | Со Ха-Йон (MonoTree), Альбі Альбертссон (Муссаші), Міа Кемппайнен, Каната Окадзіма, Хаутбой Річ, Райан Кім, Пітер Чун, Сабріна Салмон | Альбі Альбертссон (Муссаші)                  | 3:35       |
| 5.    | «Another Dream» (Kep1er ver.)»          | Пак Су Сок, Со Чжи Ін, Ван Юрім                                   | Пак Су Сок, Со Чжи Ін | Пак Су Сок, Со Чжи Ін                        | 3:22       |
| 6.    | «O.O.O (Over&Over&Over)» (Kep1er ver.)» | Еонг Хо Хен (E.one), Хван Хен Хен (MonoTree), Girls Planet 999    | Еонг Хо Хен (E.one), Хван Хен Хен (MonoTree)                                                                                          | Еонг Хо Хен (E.one), Хван Хен Хен (MonoTree) | 4:08       |
| 20:26 |                                         |                                                                   | |                                              |            |

## Чарти

### Щотижневі чарти
| Чарт (2022)                                        | Найвища позиція |
| -------------------------------------------------- | --------------- |
| Фінляндія Finnish Albums (Suomen virallinen lista) | 19              |
| Японія Japanese Albums (Oricon)                    | 2               |
| Japanese Hot Albums (Billboard Japan)              | 10              |
| South Korean Albums (Gaon)                         | 1               |

### Щомісячні чарти
| Чарт (2022)                | Найвища позиція |
| -------------------------- | --------------- |
| Japanese Albums (Oricon)   | 8               |
| South Korean Albums (Gaon) | 3               |

### Чарти на кінець року
| Чарт (2022)                                | Позиція |
| ------------------------------------------ | ------- |
| Japanese Albums (Oricon)                   | 83      |
| Japanese Download Albums (Billboard Japan) | 96      |
| South Korea Albums (Circle)                | 42      |

## Сертифікації
| Регіон                                             | Сертифікація | Продажі  |
| -------------------------------------------------- | ------------ | -------- |
| Південна Корея (KMCA)                              | Платиновий   | 250 000^ |
| ^відвантаження, що базуються лише на сертифікаціях |              |          |

## Історія релізу
| Регіон         | Дата         | Формат                           | Лейбл          |
| -------------- | ------------ | -------------------------------- | -------------- |
| Південна Корея | 3 січня 2022 | CD цифрове завантаження стриминг | Wake One Swing |
| Інші           | 3 січня 2022 | Цифрове завантаження стриминг    | Wake One Swing |